# 'Til I Die
’Til I Die è un brano musicale composto nel 1970 da Brian Wilson dei The Beach Boys. Si tratta di una delle poche canzoni scritte da Wilson delle quali egli si sia occupato di scrivere non solo la musica ma anche il testo. La canzone, una triste e riflessiva ballata esistenziale, venne originariamente inclusa nell'album  Surf's Up del 1971, e pubblicata come lato B del singolo Long Promised Road lo stesso anno.

## Il brano

### Ispirazione
Secondo quanto dichiarato dallo stesso Brian alla stampa in occasione della pubblicazione dell'album Surf's Up, l'ispirazione per la canzone gli giunse dopo una serata passata da solo in spiaggia a tarda notte. Così Wilson raccontò la genesi della composizione:
«Ultimamente, ero depresso e preoccupato circa l'idea della morte... Guardando verso il mare, la mia mente, come quasi sempre faceva in ogni ora di ogni giorno, cercò di trovare una risposta alle incongruenze che dominano la mia vita, il dolore, il tormento, la confusione, e la splendida musica che ero stato in grado di creare. Esisteva una risposta? Non avevo più nessun controllo su di me? Lo avevo mai avuto? Mi sentivo come un naufrago disperso su un'isola esistenziale, perso nel profondo delle tenebre che si estendono al di là delle onde che si infrangono verso l'altro lato della terra. L'oceano era così incredibilmente vasto, l'universo era così immenso, e improvvisamente mi sono visto in proporzione a tutto ciò, come un granello di sabbia, una medusa galleggiante sulla superficie dell'acqua, in balia della corrente, mi sentii sminuito, precario, insignificante. Il giorno dopo iniziai a scrivere 'Til I Die, forse la canzone più personale che abbia mai scritto per i Beach Boys... Nel fare ciò, volli ricreare le ondate di emozioni che mi avevano sommerso in spiaggia la notte precedente».

### Composizione
Il brano venne scritto nel corso di svariate settimane di elaborazione dato che Wilson cercava la maniera più adeguata per esprimere le emozioni che aveva provato in merito alla sua riflessione esistenziale. Come egli stesso spiegò: «Mi sedevo al piano, sperimentando con ritmi e sequenze di accordi, cercando di emulare il suono delle onde dell'oceano e di raffigurarne musicalmente la grandiosità. Volevo che la musica riflettesse la solitudine di una zattera nel mezzo del Pacifico. Volevo che ogni nota suonasse come se scomparisse nell'immensità dell'universo».
Secondo alcune fonti, un membro della band non rimase assolutamente impressionato dalla nuova canzone di Brian. Bruce Johnston rammenta che Brian "la suonò per il resto del gruppo e uno della band non la capì e la bocciò, dichiarando che non gli piaceva". 
Si è spesso speculato che fosse Mike Love che inizialmente criticò la canzone. Tuttavia, Love ha successivamente lodato la canzone in più occasioni, definendola "fenomenale".
Wilson dichiarò che la strofa che inizia con le parole: «I'm a cork on the ocean...» fu la prima frase che gli venne in mente quando si accinse a comporre il brano liricalmente. Nel testo, Wilson paragona se stesso a un tappo di sughero nell'oceano, a una roccia franata, e a una foglia in una giornata ventosa, vedendosi come un oggetto piccolo e insignificante, senza speranza, mosso lontano da forze oltre la sua comprensione. La risposta alle frasi del testo: «How deep is the ocean? How long will the wind blow?» ("Quanto è profondo l'oceano? Quanto a lungo soffierà il vento?") della pessimistica conclusione è data dal titolo stesso del brano, 'Til I Die ("Fino alla mia morte"). In un primo momento, a seguito delle critiche ricevute dalla band circa la tetraggine del brano, Wilson cambiò le parole del testo da: «It kills my soul» ("Mi strazia l'anima") a «It holds me up» ("Mi tira su") o «It fills my soul» ("Mi riempie l'anima"), e «I lost my way» ("Ho perso la via") in «I found my way» ("Ho trovato la mia strada"). Però, il resto del gruppo insistette perché tornasse al testo originale in quanto le nuove parole contraddicevano tutto il senso del brano.
Nonostante le critiche, Bruce Johnston in particolare considera 'Til I Die l'ultima vera grande canzone scritta da Brian Wilson.

### Registrazione
Un primo tentativo di registrazione del brano ebbe luogo durante le sessioni per l'album 20/20 ma a seguito delle critiche ricevute da un compagno, Brian decise di accantonare la canzone per diversi mesi. Riprese in mano la traccia il 15 agosto 1970 lavorandoci sopra nel suo studio casalingo. Brian incise cinque take del brano completandolo comunque solo parzialmente. Il 26 agosto, la traccia incompleta venne mixata e completata con qualche altro piccolo ritocco.
La versione finita della canzone include voce, organo, chitarra, vibrafono, pianoforte elettrico, basso, e una drum machine Maestro Rhythm King. Questa versione venne inclusa come penultima traccia dell'album dei Beach Boys del 1971 intitolato Surf's Up.
Nel 1995 Brian Wilson reincise la canzone, girando appositamente anche un video promozionale per l'inclusione del brano nel documentario sulla sua vita I Just Wasn't Made for These Times. In seguito questa nuova versione, prodotta da Brian e Don Was, fu pubblicata sull'album della colonna sonora del documentario.

## Singolo
'Til I Die venne pubblicata su singolo negli Stati Uniti l'11 ottobre 1971, come lato B del singolo Long Promised Road, già pubblicato a maggio con una differente B-side. Il singolo entrò alla posizione numero 93 della classifica di Billboard il 30 ottobre. Arrivò fino alla posizione numero 89 la settimana seguente per poi iniziare la discesa in classifica. Fu il primo singolo del gruppo ad entrare in classifica in oltre 19 mesi. Tuttavia, all'epoca fu il peggior risultato commerciale di un singolo dei Beach Boys in tutta la loro carriera, e conservò questo primato negativo per altri 18 mesi.

## Cover
- I Medicine nel 1993 sul loro singolo Never Click.
- I The Josephine Wiggs Experience nel 1996 sul loro album Bon Bon.
- Le figlie di Brian, Carnie e Wendy, sul loro album del 1997 intitolato The Wilsons, con Brian in qualità di produttore e ospite canoro.
- Gli The Elements e il Clark Burroughs Group sull'album tributo a Wilson del 1997 intitolato Wouldn't It Be Nice: A Jazz Portrait of Brian Wilson.
- Christy McWilson nel 2000 sull'album The Lucky One.
- Marty Rudnick nel 2006 sull'album More Songs About Cars and Girls.
- Doug Powell nel 2002 per l'album celebrativo Making God Smile: An Artists' Tribute to the Songs of Beach Boy Brian Wilson.
- I Lightspeed Champion nel loro Bye Bye EP del 2010 (Domino)
- Chris Schlarb, Psychic Temple II (featuring Sufjan Stevens & Ikey Owens) (2013)